# Антон Жлогар
Антон Жлогар (Изола, 24. новембар 1977) је бивши словеначки професионални фудбалер који је играо на позицији везног играча. Представљао је Словенију на Европском првенству 2000.

## Играчка каријера

### Клубови
Жлогар је играо за Приморје, Горицу, Олимпију, Паралимни, Анортозис Фамагусту, Омонију, Алки Ларнаку, Крас Репен.
Антон је фудбалску каријеру започео у тиму из родне Изоле, за који је играо три сезоне. 1996. године прелази у Приморје, где осваја друго место у Словенији 1997. године. Укупно је Злогар одиграо 66 утакмица за Приморје и постигао 24 гола. Године 1998. је прешао у Горицу, где је два пута био други у словеначком првенству (1999, 2000), а освојио је и Куп Словеније 2001. године. Исте године је прешао у Олимпију из Љубљане. У саставу новог клуба 2004. поново је освојио друго место у првенству Словеније и освојио Куп Словеније 2003. године. Антон је укупно одиграо 99 утакмица за Олимпију и постигао 33 гола. Злогар је 2004. прешао у кипарски клуб Еносис за 200 хиљада евра. Међутим, тамо је наступао без већег успеха и 2006. је прешао у Анортозис. У две сезоне играјући за Анортозис, Антон је постао шампион Кипра (2008), победник Купа Кипра (2007) и Суперкупа Кипра (2007). Године 2008. је прешао у Омонију, са којом је освојио првенство 2010. Од 2010.

### Репрезентација
Жлогар је дебитовао за Словенију 25. марта 1998. против Пољске и одиграо је укупно 37 утакмица и постигао је 1 гол.  Са Словенијом је учествовао на Еуру 2000.

## Тренерска каријера
Дана 25. новембра 2014. Жлогар је преузео дужност у италијанском клубу Крас. После утакмице против Гемонесеа 13. марта 2016. поднео је оставку на место главног тренера, и прешао да тренира словеначки трећелигаш ФК Брдо. У јуну 2017. преузео је контролу над Триглавом из Крања.

## Успеси

### Играчки
Горица
- Куп Словеније: првак 2000–01.

Олимпија Љубљана
- Куп Словеније: првак 2002–03.

Амохосту
- Прва лига Кипра у фудбалу: првак 2007–08.
- Куп Кипра у фудбалу: првак (1): 2006–07.
- Суперкуп Кипра у фудбалу: првак (1): 2007.

Омонија
- Прва лига Кипра у фудбалу: шампион 2009–10.